# George A. Barnes
George A. Barnes war ein britischer Hersteller von Automobilen und Motorrädern.

## Unternehmensgeschichte
George A. Barnes gründete 1904 das Unternehmen im London Borough of Lewisham und begann mit der Produktion von Automobilen und Motorrädern. Der Markenname lautete Barnes. 1905 erfolgte der Umzug in den Londoner Stadtteil Deptford. 1906 endete die Produktion.

## Fahrzeuge
Zunächst entstanden Dreiräder. Der Motor mit 5 PS Leistung war vor den Vorderrädern montiert und trieb über eine Kette oder einen Riemen das einzelne Hinterrad an. Der Preis betrug 60,90 Pfund. Später waren auch Motoren mit 6, 8 und 12 PS lieferbar.
1905 erschien ein vierrädriges Fahrzeug. Ein Vierzylindermotor mit 12 PS Leistung trieb das Fahrzeug an. Zur Wahl standen zwei- und viersitzige Aufbauten.
Zu den Motorrädern liegen keine Details vor.